# Stange, Innlandet
Stange (Stangebyen) este o localitate situată în partea de sud a Norvegiei, în comuna Stange, din provincia Innlandet. Este reședința comunei, are suprafață de 2,01 km² și o populație de 3.127 locuitori (2021). Până la data de 1.1.2020 a aparținut provinciei Hedmark. Biserica din localitate datează din 1250. Stație de cale ferată. În localitate se află cea mai veche instituție de învățământ agricol din Norvegia .